# Scaphoideus pallidiventris
Scaphoideus pallidiventris är en insektsart som beskrevs av Li och Wang. Scaphoideus pallidiventris ingår i släktet Scaphoideus och familjen dvärgstritar. Inga underarter finns listade i Catalogue of Life.